# Entelecara helfridae
Entelecara helfridae là một loài nhện trong họ Linyphiidae.
Loài này thuộc chi Entelecara. Entelecara helfridae được Albert Tullgren miêu tả năm 1955.